# Posthuset, Helsingfors
Posthuset (finska: Postitalo) är det tidigare huvudkontoret för Post- och telegrafstyrelsen (nuvarande Posti Group Oyj och Telia Finland Oyj) vid Mannerheimvägen i Helsingfors. Den gulfärgade, funktionalistiska byggnaden ritades av Kaarlo Borg, Jorma Järve och Erik Lindroos och stod färdig 1938.
År 1927 slogs Post- och Telegrafverken samman och på grund av de ökade volymerna av post- och telefontrafik var deras verksamhet tvungen att utökas. Toppmodern posthanteringsutrustning och annan ny teknik monterades in i det nya posthuset, som användes för post och telegrafi. Huset betonade teknik, snabbhet och funktionalitet.
Arkitekttävlingen, som hölls 1934, vanns av Jorma Järvi och Erik Lindroos, båda nyutexaminerade arkitekter. Kaarlo Borg ingick också i Posthusets arkitektteam för att föra in erfarenhet. Byggnadsarbetet påbörjades vintern 1935. Byggnadens stomme är armerad betong och tegel, men nya material användes också i konstruktionen, som den gula klinkern med frimärksmönster, som användes på fasaden. Huset stod färdigt 1938.
Till posthuset formgavs specialtillverkade möbler, belysning och inredning, som gjordes av gjordes av Arttu Brummer, Runar Engblom, Birger Hahl, Eino Kauria och Paavo Tynell.
Posten fick ytterligare våningar på 1950-talet och en helikopterplatta på taket, som var den första i Helsingfors. Posthanteringsverksamheten i Posthuset flyttade till det nya postcentret i Böle 1978.
"Posti" och "Tele" separerades 1998 i egna bolag. Det sista större renoveringsarbetet på postkontoret började i slutet av 2001. Postmuseet var verksamt i byggnaden fram till 2012 och öppnade igen i Museicentret Vapriikki i Tammerfors 2014. År 2021 återöppnade Posten huvudkontoret i byggnaden.
Posthuset ägs idag av Ömsesidiga pensionsförsäkringsbolaget Ilmarinen.